# Chicago Seven

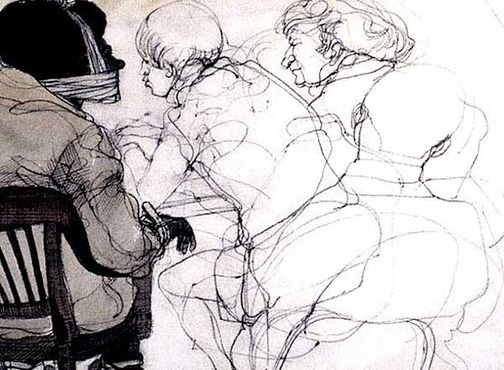
Bobby Seale ligoté et bâillonné lors du procès.

Les Chicago Seven (« les sept de Chicago ») sont sept prévenus (Abbie Hoffman, Jerry Rubin, David Dellinger, Tom Hayden, Rennie Davis, John Froines, et Lee Weiner) accusés de conspiration, incitation à la révolte, et d'autres charges, en rapport avec les manifestations qui s'étaient déroulées à Chicago, lors de la convention nationale démocrate de 1968. Un huitième homme, Bobby Seale, dirigeant des Black Panthers et faisant initialement partie de ce groupe, fut jugé séparément lors du procès. 

## Histoire

### Évènements de Chicago
La Convention démocrate de 1968 à Chicago, qui avait vu la nomination d'Hubert Humphrey comme candidat à l'élection présidentielle, fut perturbée le 28 août par une manifestation des opposants à la guerre du Viêt Nam et au président en exercice, le démocrate Lyndon B. Johnson. La manifestation était interdite aux alentours de l'International Amphitheatre, où devait se dérouler la convention, par la municipalité dirigée par Richard Daley. Cependant, plusieurs milliers de manifestants essayèrent de marcher vers le lieu de la convention. Ils furent arrêtés en chemin par la police, qui utilisa des gaz lacrymogènes et des matraques. Cet affrontement violent fut filmé et diffusé dans les journaux télévisés.

### Procès
À la suite de ces événements, le procureur général Ramsey Clark, considérant que les violences étaient essentiellement dues aux actions de la police de Chicago, retarda la procédure. Celle-ci fut relancée lorsque Richard Nixon arriva au pouvoir. Le 20 mars 1969, un grand jury fédéral inculpa huit responsables de la manifestation et huit officiers de police, les uns pour conspiration en franchissant les frontières d'un État en vue d'inciter à la révolte, et les autres pour violation des droits civiques.  Le procès commença le 24 septembre 1969 présidé par le juge Julius Hoffman (en) (sans rapport avec Abbie), et avec les procureurs Richard Schultz et Tom Foran (en).
Au début du procès, après avoir en vain demandé un report  en l'absence de son avocat malade, Bobby Seale interrompit régulièrement le juge Julius Hoffman pour se plaindre de manière véhémente de ne pas pouvoir interroger lui même les témoins. Devant son refus d'arrêter ces interruptions, le juge le fit menotter et bâillonner durant 7 jours . Le 5 novembre 1969, le juge dut séparer son cas de celui des 7 autres et condamna Seale à quatre ans de prison pour outrage à magistrat.
Lors de la suite du procès, Abbie Hoffman, fondateur du Youth International Party, et Jerry Rubin défièrent le juge durant la suite du procès par des attitudes provocatrices et des propos irrévérencieux, le comparant par exemple à un nazi ou l'incitant à prendre du LSD. Des personnalités de la gauche et de la contre-culture américaine furent appelées à témoigner, comme Norman Mailer, Arlo Guthrie, Timothy Leary ou Jesse Jackson. Les accusés profitèrent également du procès pour lire lors des audiences le nom de soldats morts durant la guerre du Viêt Nam.
Le 18 février 1970, tous les accusés furent acquittés des charges de conspiration. Cinq d'entre eux furent néanmoins reconnus coupables d'avoir franchi la frontière d'un État pour inciter à la révolte, c'est-à-dire un crime en regard d'une loi de 1968 contre les émeutes. Hoffman, Rubin, Dellinger, Hayden et Davis furent ainsi condamnés à une amende de 5 000 dollars et à une peine de cinq ans à la prison du comté de Cook.

### Procédures d'appel
Le 21 novembre 1972, ces condamnations furent annulées par la cour d'appel des États-Unis pour le septième circuit, qui considéra que le juge avait été partial dans son refus de permettre aux avocats de la défense de filtrer les jurés en fonction de leurs préjugés culturels ou raciaux. Le ministère de la Justice décida de ne pas rejuger l'affaire. Pendant le procès, tous les accusés et les deux avocats de la défense avaient été poursuivis pour outrage et condamnés à des peines de prison, mais ces condamnations furent également annulées.

## Dans la culture
Un film inspiré de ces faits est réalisé en 2020 sur la plateforme Netflix.